# بیمارستان ولی عصر بهبهان
بیمارستان ولیعصر بهبهان واقع در استان خوزستان، شهرستان بهبهان بیمارستانی است آموزشی، درمانی، پژوهشی و وابسته به دانشکده علوم پزشکی و خدمات بهداشتی درمانی بهبهان می‌باشد. گفتنی است که این بیمارستان در دهه ۶۰ با رویکرد خیرانه و راهنمایی مرحوم آیت الله  و جعفرزاده مدیرعامل وقت کارخانه سیمان شهرستان بهبهان آغاز شد؛ اما تاکنون به صورت کامل افتتاح نشده است.
شهرستان بهبهان در حوزه درمان سطح فوق العاده بالایی دارد و بعد از مرکز استان، بدون شک و با اختلاف نسبت به بقیه شهرهای استان، رتبه ممتاز را داراست و از لحاظ نسبت تعداد بیمارستان و مراکز درمانی به جمعیت، جزو پنج شهر برتر ایران است.